# 37 Wall Street

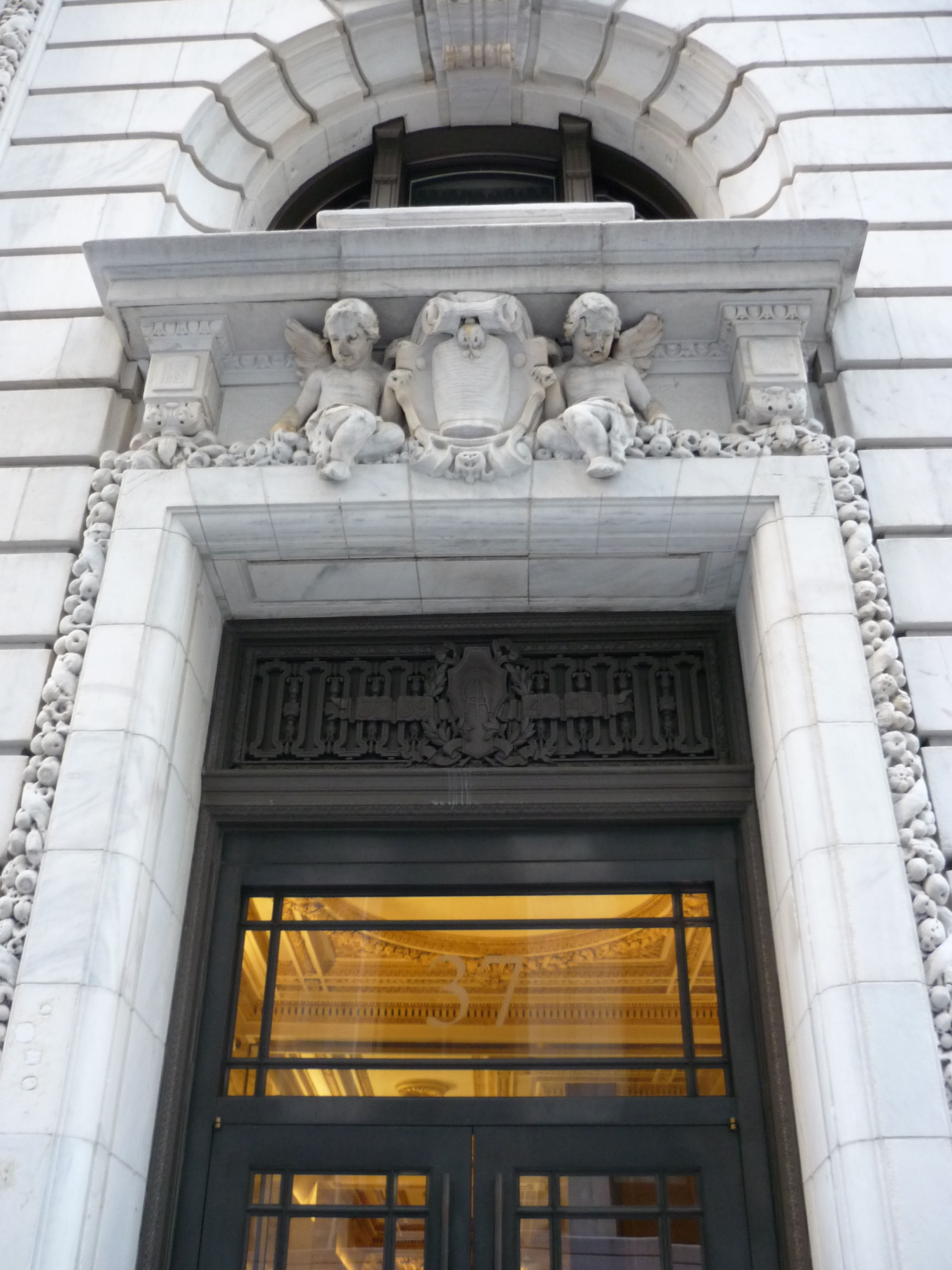
Détail de la façade

37 Wall Street est un immeuble d'appartements de luxe situé à Wall Street, au cœur du quartier financier du Lower Manhattan, à New York.  

## Histoire
Il a été conçu par Francis Kimball et construit en 1906–07 pour The Trust Company of America, qui occupait le rez-de-chaussée. Le bâtiment, achevé en 1907, compte 25 étages, plus un niveau penthouse avec des appartements et une terrasse. Supprimant les bureaux, le bâtiment a été converti et restauré par Costas Kondylis. Il comprend maintenant 373 appartements locatifs et 720 mètres carrés d'espace commercial pour le retour de Tiffany & Co dans le Lower Manhattan. Les installations pour ses résidents comprennent une salle de sport bien équipée, un salon avec des tables de billard et une salle de projection, ainsi que la terrasse sur le toit.

## Sources
- Real Estate Weekly, 28 juin 2006
- Site de location